# 崔冲
崔冲（さいちゅう、チェチュン、최충、984年 ‐1068年）は高麗の政治家、儒学者。

## 人物
黄海道海州出身。1005年に科挙に及第し、官僚として律令を改正し、功蔭田柴科や三審制の実施、西北地方の統治に功があり、1053年、門下侍中から退くと、以後は後進の育成に専念した。当時は国立の最高教育機関である国子監があったが、これに対して9つの専門講座を置く「九斎学堂」を創設し、これが朝鮮における私学の嚆矢となって、あわせて12の私学が誕生した。崔冲は「海東の孔子」と呼ばれ、九斎学堂の生徒は崔公徒（のち文憲公徒）と呼ばれるようになり、多くの優秀な人物を輩出することとなった。